# Feliceto
Feliceto település Franciaországban, Haute-Corse megyében. Lakosainak száma 233 fő (2022. január 1.). Feliceto Santa-Reparata-di-Balagna, Cateri, Muro, Nessa, Pioggiola, Speloncato, Sant’Antonino és Zilia községekkel határos.

## Népesség
A település népességének változása:
| Lakosok száma | 181  | 145  | 145  | 203  | 209  | 217  | 225  | 232  | 236  | 233  |
|               | 1968 | 1982 | 1990 | 2006 | 2013 | 2015 | 2017 | 2019 | 2020 | 2022 |